# Pawilon Gustawa III

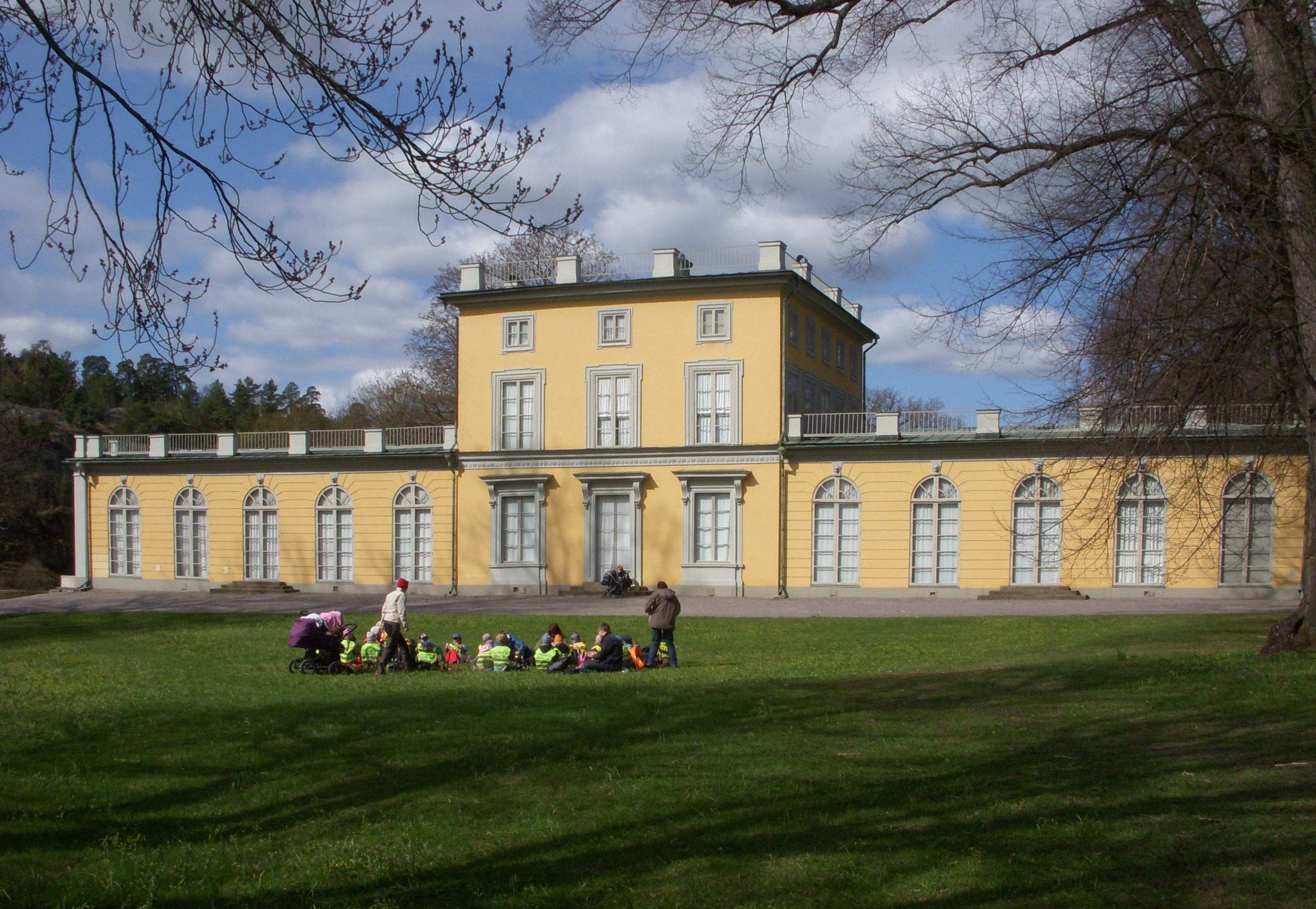
Pawilon Gustawa III wiosną 2010

Pawilon Gustawa III (szw. Gustav III:s paviljong) – jeden z budynków w parku Haga w Solnie, w regionie Sztokholm. Pawilon z 1787 został zaprojektowany przez architekta Olofa Tempelmana według szczegółowych wskazówek króla Gustawa III. Nad wnętrzami pracował Louis Masreliez.
Pawilon w zamyśle Gustawa III miał być częścią większego kompleksu rezydencji letniej. Plan ten nie został jednak zrealizowany.
Budynek jest przykładem XVIII-wiecznego klasycyzmu w Europie Północnej.